# Rainier (Washington)
Pour les articles homonymes, voir Rainier.
Rainier est une ville américaine située dans le comté de Thurston, dans l'État de Washington. Selon le recensement de 2020, sa population est de 2 369 habitants.